# Louis Leramberg

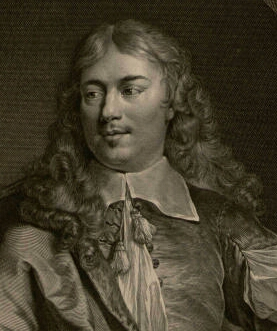
Louis Leramberg, Stich von Johann Gotthard Müller, 1776

Louis Leramberg (* 1620 in Paris; † 15. Juni 1670 ebenda) war ein französischer Bildhauer.

## Leben
Louis Leramberg oder Louis Lerambert war ein Sohn Simon Leramberts und ein Schüler Simon Vouets. Aus einer Künstlerfamilie stammend, gehörte er ab 1637, dem Todesjahr seines Vaters, der Garde des Antiques et des Marbres du Roi au Louvre an. Sein Urgroßvater war Louis Lerambert I., der die Valois-Kapelle in der Abtei von Saint-Denis ausschmückte, sein Großonkel Henri Lerambert war ein bekannter Zeichner und sein Vater schuf Stiche und Grabmale. Louis Leramberg selbst war bei Hofe nicht nur als Bildhauer beliebt, sondern auch wegen seiner poetischen und musikalischen Talente. Er erhielt zahlreiche Aufträge, die die Gestaltung von Skulpturen, Porträtbüsten und Gräbern umfassten. Viele seiner Werke sind jedoch nicht erhalten geblieben. Um 1660 schuf er die Stuckdekorationen der Kapelle des Schlosses Chamarande (früher Château de Bonne) in Chamarande, Essonne,
sowie die Grabreliefs für Jean Courtin und dessen Ehefrau, die sich in der Kathedrale von Blois befinden.

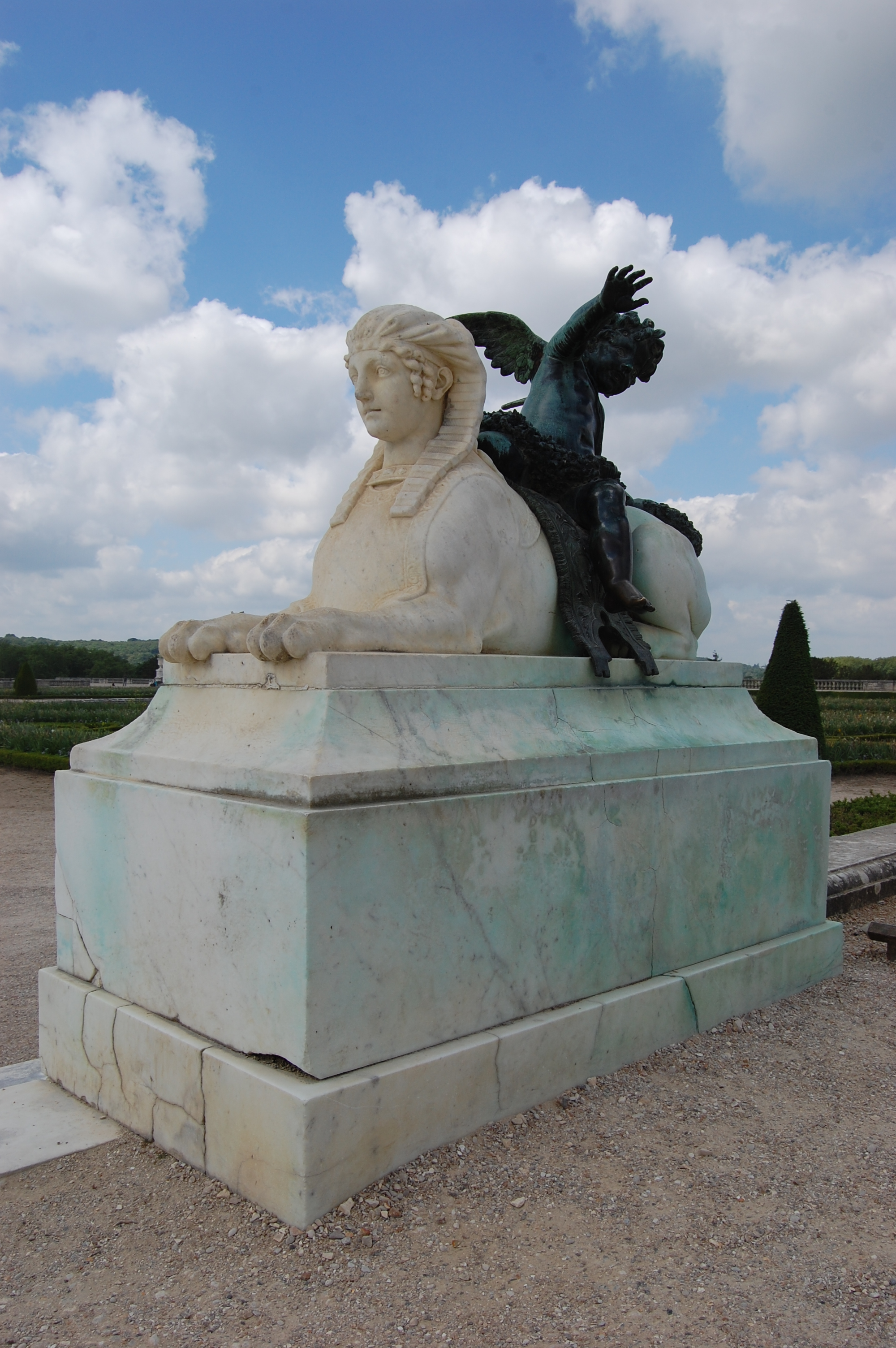
Eine der Sphingen mit Liebesgott

1663 oder 1664 wurde er Mitglied und 1665 Professor an der Académie royale de peinture et de sculpture. Er gehörte der ersten Generation von Bildhauern an, die Versailles ausschmückten. Erhalten geblieben sind dort etwa zwei von Liebesgöttern gerittene Sphingen, die er nach einem Modell seines Lehrers Jacques Sarrazin ausarbeitete, sowie eine Gruppe von drei tanzenden Kindern aus Bronze in der Allée d’eau. Viele andere seiner Werke in Versailles wurden zerstört, so etwa diverse mythologische Wesen wie Faun und Nymphe, die tanzten oder Musikinstrumente hielten, aus der Zeit um 1664/65. Sie sind aus Stichen von der Hand Simon Thomassins und Jean Le Pautres bekannt.
Sein Werk L’Amour tirant à l’arc wurde 1667 für den Teich im Parterre du Midi in Versailles geschaffen. Um 1680 verschwand sie von ihrem Standort. Über 300 Jahre später wurde sie wiederentdeckt und 2009 für das Museum des Palastes von Versailles angekauft. Sie stellt seitdem die älteste Statue im Bestand des Musée de l’Histoire de France dar. Die Figur des sitzenden Liebesgottes wurde von Emmanuel Plé restauriert. Plé brauchte ein Jahr, um die Statue von Ablagerungen zu befreien und Einschusslöcher zu schließen sowie Flügel, Bein und Kopf des Liebesgottes zu ersetzen.
Zu Lerambergs Schülern gehörte Antoine Coyzevox.